# Greta Small
Greta Small, avstralska alpska smučarka, * 16. oktober 1995,  Wangaratta.
Večino treningov opravlja na Tirolskem, kjer trenira v centru Benjamina Raicha pod vodstvom trenerja Boyda Smalla. Njeno prvi nastop na večjih tekmovanjih je bil nastop na Mladinskih olimpijskih igrah 2012 v Innsbrucku. V sezoni 2013/14 je začela tekmovati v Svetovnem pokalu, nato pa je leta 2014 nastopila na Zimskih olimpijskih igrah v Sočiju. Leta 2015 je nastopila tudi na Svetovnem prvenstvu v alpskem smučanju.